# Mesón de Fierro
Mesón de Fierro är en ort i Argentina.   Den ligger i provinsen Chaco, i den norra delen av landet, 800 km norr om huvudstaden Buenos Aires. Mesón de Fierro ligger 89 meter över havet och antalet invånare är 423.
Terrängen runt Mesón de Fierro är mycket platt. Runt Mesón de Fierro är det glesbefolkat, med 14 invånare per kvadratkilometer..
Trakten runt Mesón de Fierro består i huvudsak av gräsmarker.